# دلیچتو
دلیچتو (به ایتالیایی: Deliceto) یک کومونه در ایتالیا است که در استان فوجا واقع شده‌است.

## خصوصیات
دلیچتو ۷۵٫۶۵ کیلومترمربع مساحت و ۴٬۰۲۸ نفر جمعیت دارد و ۵۵۰ متر بالاتر از سطح دریا واقع شده‌است.

## نگارخانه

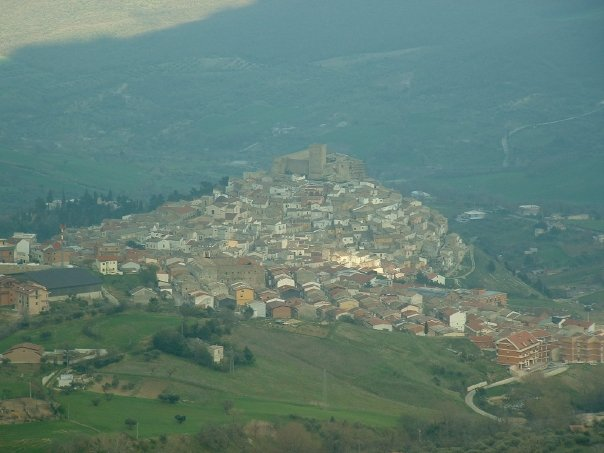
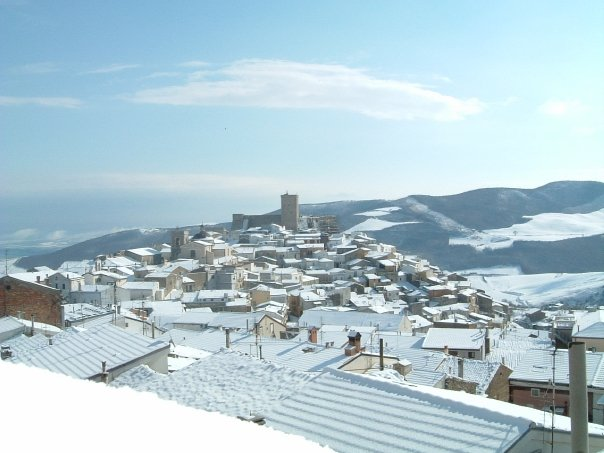
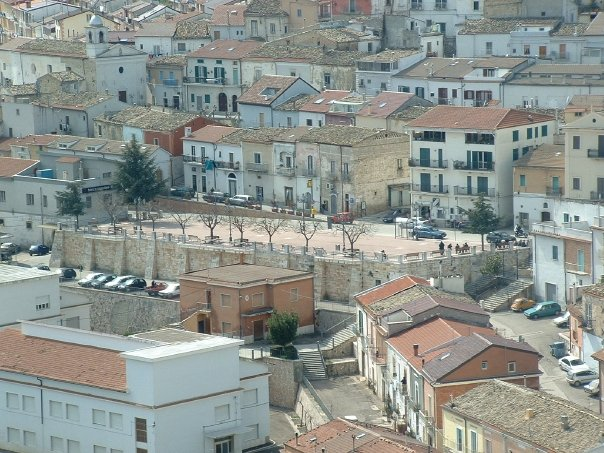
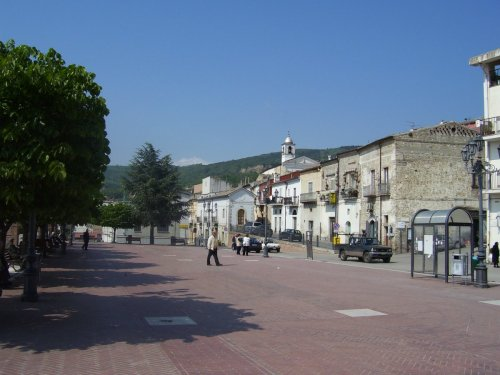
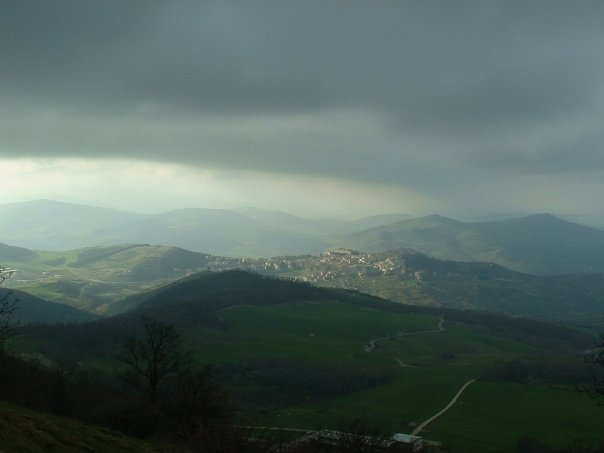
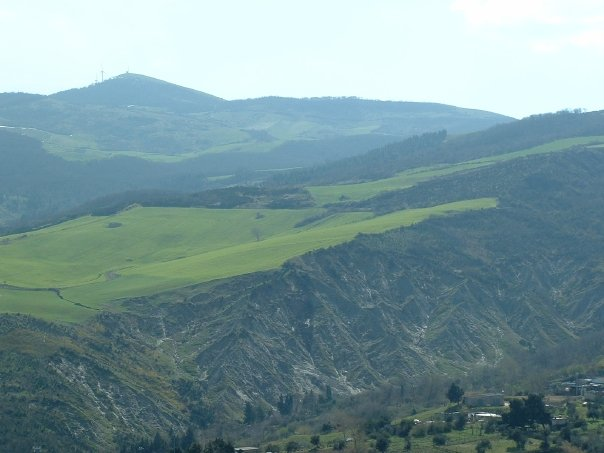
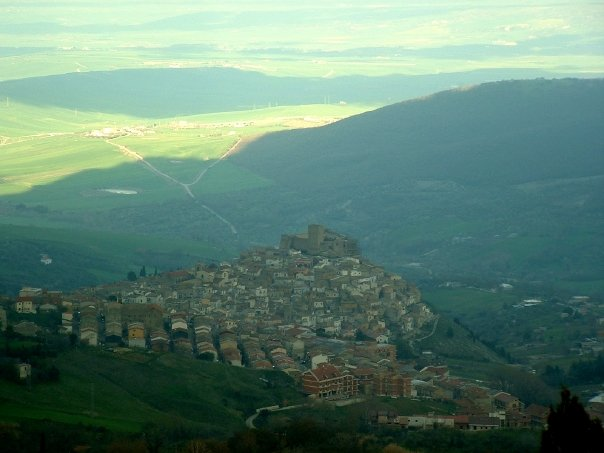